# Космидион
Космидион је било једно од предграђа византијског Цариграда, које се налазило на обали Златног рога, изван градских бедема, а данас се на том простору налази кварт Ејуп. Свој назив је добило према светилишту посвећеном светим Козми и Дамјану, подигнутом почетком V века, у коме је касније сахрањен византијски цар Михајло IV Пафлагонац (1034—1041). Код Космидиона је 15.06. 1410. године вођена битка између Мусе и Сулејмана, синова Бајазита I (1389—1403), који су се борили у грађанском рату, који је Отоманску империју захватио после Ангорске битке 1402. године. У њој су учествовали српски племићи, Вук Лазаревић и Бранковићи (Лазар и Ђурађ), борећи се на Сулејмановој односно деспот Стефан, који се борио на Мусиној страни.

## Светилиште светих Козме и Дамјана
Црква посвећена светим Козми и Дамјану је подигнута почетком V века, у време цара Теодосија II (408—450). Током наредних векова, бројна чуда су приписана овом светилишту, тако да се око њега развио манастир, који се први пут помиње у VI веку, а у коме су монаси бесплатно лечили болесне.
Манастирска црква је порушена 626. године, у време комбиноване аварско-словенско-арапске опсаде Цариграда, пошто се налазила изван Двоструких бедема Теодосија II. Обновљена је пре VIII века, а велику обнову доживљава крајем прве половине XI века, током владавине Михајла IV. Изграђена је нова манастирска црква, која је украшена мозаицима и мермерним потпорним зидовима, а у склопу манастирског комплекса су направљена купатила, фонтане и вртови. Он се због тешке болести (боловао је од епилепсије) повукао манастир, у децембру 1041. године и касније се у њему и замонашио, непосредно пред смрт (10. децембра 1041), а сахрањен је у манастирској цркви.
Манастир Космидион је постојао и током последњих векова Византије и често се помиње у изворима из доба Палеолога. Уништен је 1453. године, током отоманске опсаде Цариграда, у којој је град заузет, а последњи византијски цар, Константин Драгаш (1449—1453), је погинуо.